# Strumița
Strumița (în macedoneană Струмица) este un oraș din Republica Macedonia de Nord.
În 1197 vlahul/românul Dobromir Chrysus s-a răsculat cu oamenii lui împotriva împăratului Alexios al III-lea Angelos și a obținut prin luptă autonomia locală.

## Monumente
- Mănăstirea Velusa, secolul al XI-lea